# 10325 Bexa
10325 Bexa (1990 WB2) là một tiểu hành tinh vành đai chính được phát hiện ngày 18 tháng 11 năm 1990 bởi E. W. Elst ở Đài thiên văn Nam Âu.